# Tropaeolum harlingii
Tropaeolum harlingii är en krasseväxtart som beskrevs av Benkt U. Sparre. Tropaeolum harlingii ingår i släktet krassar, och familjen krasseväxter. Inga underarter finns listade i Catalogue of Life.